# Casa-Museu Magdalena e Gilberto Freyre
Die Casa-Museu Magdalena e Gilberto Freyre ist ein Literaturmuseum in Recife im brasilianischen Bundesstaat Pernambuco, das an Leben und Werk des Schriftstellers, Historikers und Soziologen Gilberto Freyre (1900–1987) erinnert.
Es befindet sich in dessen früherem Wohnsitz, einem ehemaligen Herrenhaus des 19. Jahrhunderts, wo Gilbert Freyre über 40 Jahre lang gelebt hat. Die Inneneinrichtung des Gebäudes wurde so erhalten, wie sie Gilberto Freyre hinterlassen hat.
Die Sammlung des Museums enthält unter anderem historische Möbel aus dem Besitz Gilberto Freyres, dazu zahlreiche Kunstwerke aus seiner umfassenden Sammeltätigkeit, darunter katholische Heiligenbilder, portugiesische Azulejos und Stücke afrikanischer und brasilianischer Volkskunst, daneben ein umfangreiches Archiv von Büchern, Dokumenten, Gemälden und Fotografien.
Das Museum wird von der 1987 gegründeten Fundação Gilberto Freyre getragen, mit dem Auftrag, das kulturelle und intellektuelle Erbe Gilberto Freyres zu erhalten und die Ergebnisse seiner Studien der Nachwelt zu vermitteln.